# Kangurek Kao (seria)
Kangurek Kao – seria komputerowych gier platformowych wydanych na komputery osobiste i konsole wyprodukowana w kooperacji przez polski zespół Tate Multimedia i francuski Titus Interactive. Ich głównym bohaterem jest kangur Kao.
17 listopada 2006 roku wydany został pakiet Świat Kangurka Kao, zawierający 3 gry z serii: Kangurek Kao, Kangurek Kao: Runda 2 i Kangurek Kao: Tajemnica Wulkanu, w wersjach na system Microsoft Windows. W 2020 roku zapowiedziano wydanie nowej części serii.

## Gry serii

### Kangurek Kao
Pierwsza część serii wydana została 23 listopada 2000 roku na komputery PC z systemem Windows i Dreamcasta. Gra w wersji PC została wydana w polskiej, angielskiej i czeskiej wersji językowej. Wersja dla konsoli Dreamcast zawiera tylko angielskie tłumaczenie.
Uproszczona wersja Kangurka Kao wydana została w 2001 roku na konsolę przenośną Game Boy Advance. Jej twórcą jest studio Titus Interactive.

### Kangurek Kao: Runda 2
Druga część serii została wydana 4 listopada 2003 roku. Gra została wydana na cztery platformy sprzętowe: PC z systemem Windows, PlayStation 2, Nintendo GameCube i Xbox. Wydano ją w polskiej, angielskiej i niemieckiej wersji językowej. Akcja gry rozgrywa się w pięciu krainach, a w każdej z nich gracz musi się zmierzyć z jednym z pomocników Huntera – głównego antagonisty serii. Dodatkowo bohater musi uwolnić uwięzione zwierzęta podczas rozgrywki oraz uzbierać 3000 dukatów, aby przekupić Bosmana w Mrocznych Dokach i rozprawić się z Hunterem.

### Kangurek Kao: Tajemnica Wulkanu
Kontynuacja serii wydana na komputery PC dnia 2 grudnia 2005 roku. Kao trafia na wyspy, na których musi zebrać cztery artefakty, aby wejść do wnętrza wulkanu w celu pokonania boga wulkanu i uwolnienia swojego przyjaciela – Lotka.

### Kao Challengers
Dodatkowa część serii wydana została 28 października 2005 roku na konsolę PlayStation Portable. Jest ona rozwinięciem drugiej części serii – Kangurek Kao: Runda 2. Rozgrywka oferuje dodatkową krainę, nowych przeciwników i dodatkowego bossa. Dodatkowo zaimplementowano tryb wieloosobowy, w którym może grać maksymalnie do czterech graczy w sieci, natomiast w trybie jednoosobowym uzbierane dukaty zostają zachowane.

### Kangurek Kao (2022)
W 2020 zapowiedziano grę będąca rebootem serii, której premiera miała miejsce 27 maja 2022 roku. Gra została wydana na PC z Windowsem, PlayStation 4, PlayStation 5, Xbox One, Xbox Series X/S i na Nintendo Switch. Na oficjalnej stronie gry można było również kupić „Superskoczną Edycję” zawierającą unikatowe pudełko, plecakoworek, naklejki oraz magnes na lodówkę. W tej grze Kao musi odnaleźć swoją zaginioną przed laty siostrę i dowiedzieć się nieco o swoim ojcu. Od 21 do 28 lutego 2022 na Steamie można było pobrać demo z którego można było się dowiedzieć trochę o samej rozgrywce.